# Místodržitelský letohrádek
Místodržitelský letohrádek je původně pozdně gotická stavba z konce 15. století nacházející se v pražské Královské oboře – Stromovce v Praze–Bubenči v jihozápadní části obory na okraji území bývalé osady Ovenec. V současné době budova slouží jako studovna oddělení novin a časopisů Knihovny Národního muzea v Praze.

## Dějiny

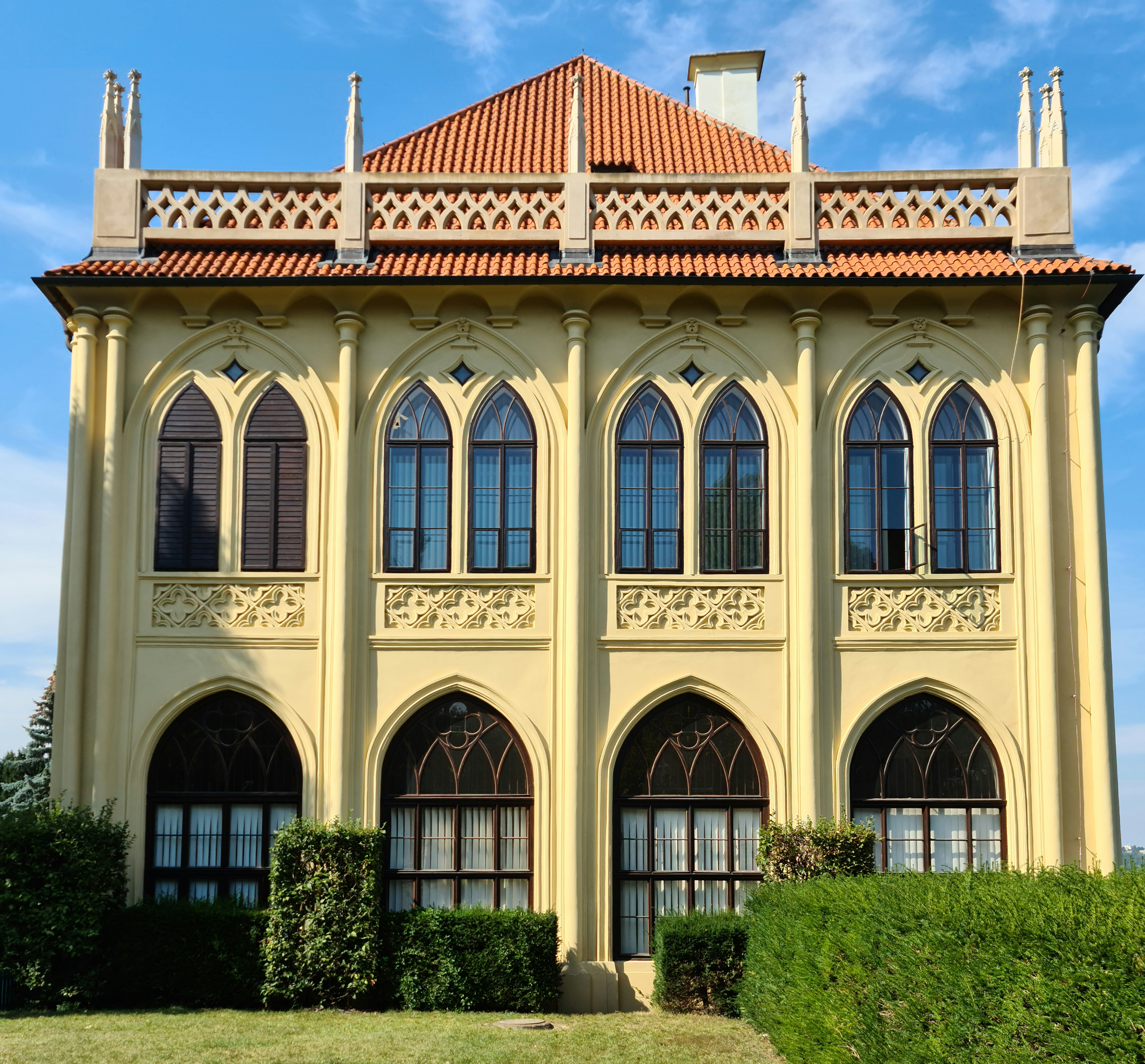
Pohled od východu

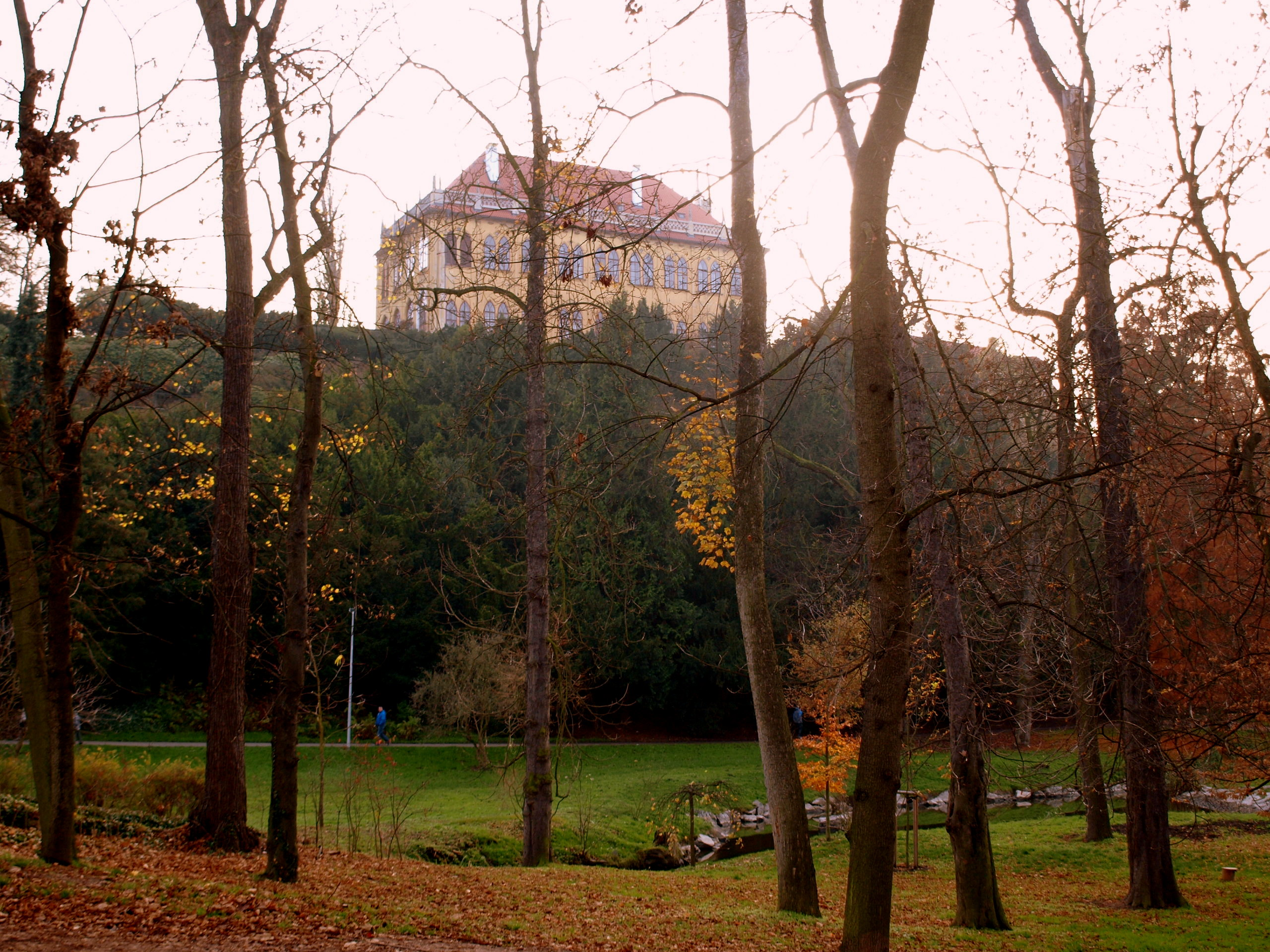
Pohled na Místodržitelský letohrádek z Královské obory

Pozdně gotický lovecký hrádek založil král Vladislav Jagellonský roku 1495, roku 1502 ho vyzdobil malíř Roman z Florencie. Z té doby se dochovala věž s kamenným schodištěm a plastikou lva se štítem a monogramem krále Vladislava. Královský lovecký zámeček, stejně jako Královské obora patřily pod správu Pražského hradu.
Po roce 1578 podnikl císař Rudolf II. zásadní renesanční přestavbu na vyhlídkový letohrádek dnešní obdélné dispozice s terasou a lodžií. V polovině 17. století v roce 1648 přežil bez úhony i vpád švédských vojsk do Prahy během třicetileté války. V 17. století byl letohrádek spojen s Pražským hradem kaštanovou alejí, kterou ovšem vykácela francouzská vojska při okupaci Prahy v roce 1742, alej však byla později obnovena, nicméně letohrádek v té době chátral a pustl. koncem 18. století jej jako letní sídlo obýval nejvyšší lovčí království českého, hrabě Černín.
V letech 1804–1805 rozhodnutím nejvyššího purkrabího Jana Rudolfa Chotka došlo v k zpřístupnění Královské obory pro veřejnost a zároveň k rekonstrukci letohrádku s dostavbou dalšího objektu, do romantizující podoby inspirované anglickou tudorovskou novogotikou. Projekt architekta Jiřího Fischera realizoval Ignác Alois Palliardi. Došlo zejména k přestavbě fasády a interiérů a úpravě interiérů objektu pro hraběte J. R. Chotka, renesanční ráz budovy zůstal i po této přestavbě budovy zachován. Chotek chtěl za užívání platit nájemné, ale čeští stavové to odmítli. Od roku 1849 (podle Staňkové a Štursy) nebo až roku 1861 (podle Rutha) císař propůjčil letohrádek královským místodržícím jako letní sídlo, tehdy se vžil jeho dnešní název.
Po roce 1945 byl interiér adaptován pro oddělení novin a časopisů Knihovny Národního muzea, jemuž slouží dosud jako studovna, knihovna i sklad.

## Okolí
Letohrádek stojí na okraji Stromovky, u ohradní zdi s novogotickou bránou, postavenou roku 1814 podle návrhu architekta Jiřího Fischera. Od ní vede široká cesta v místech bývalé Křižíkovy elektrické dráhy. Na východní straně je malá vyhlídková terasa se slunečními hodinami v podobě kamenného globu z roku 1698. Na západě přiléhá prostor bývalého zahradnictví s torzem skleníku (oranžérie) z doby kolem roku 1814 a památným stromem jinanem dvoulaločným.

## Zajímavost
- V exteriérech letohrádku bylo díky novogotické architektuře budovy natočeno také několik audiovizuálních děl z prostředí staré Anglie, odehrávají se zde např. některé scény z českého filmu Fantom Morrisvillu.

## Galerie

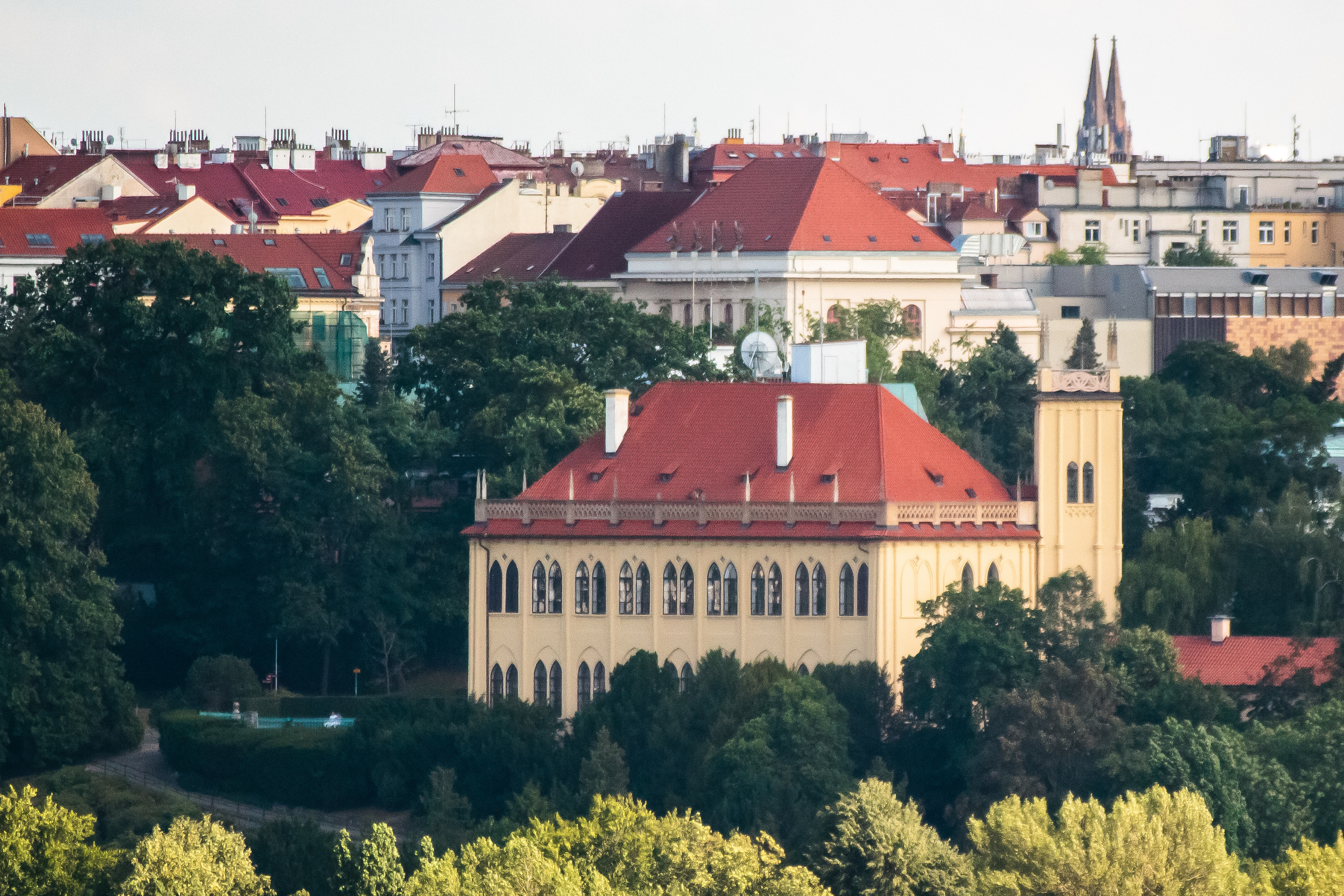
Místodržitelský letohrádek